# Семенной канатик
Семенно́й кана́тик (лат. funiculus spermaticus) — мягкий округлый тяж длиной 15—20 см, расположенный в паховом канале и простирающийся от глубокого пахового кольца до верхнего конца яичка. Появляется в организме в процессе опускания яичка в эмбриональный период развития.

## Анатомия
В состав семенного канатика входят:
- Семявыносящий проток (лат. ductus deferens);
- Яичковая артерия;
- Артерия семявыносящего протока;
- Венозное лозовидное сплетение;
- Лимфатические сосуды яичка и его придатка;
- Нервы;
- Остатки влагалищного отростка в виде тонкофиброзного тяжа[2].

Семявыносящий проток является основным элементом семенного канатика.

## Строение
Внутренняя семенная фасция (лат. fascia spermatica interna) непосредственно окутывает семявыносящий проток, сосуды и нервы. Снаружи от неё отходит мышца, поднимающая яичко (лат. m. cremaster), покрытая одноимённой фасцией. Наружная семенная фасция (лат. fascia spermatica externa) окутывает снаружи весь семенной канатик.